# Pinocchio (mini-série, 2013)
Ne doit pas être confondu avec le téléfilm Pinocchio, un cœur de bois, téléfilm adapté du même conte et aussi en deux parties d'au moins 90 minutes chacune.
Pour les articles homonymes, voir Pinocchio (homonymie).
Pinocchio est un téléfilm allemand en deux parties, réalisé par Anne Justice et diffusé en 2013.

## Synopsis
Réalisé par Gepetto, un vieux menuisier, le pantin Pinocchio devient vivant par l'entremise de la fée bleue l'ayant changée en pantin relief. Afin de devenir un vrai petit garçon, Pinocchio devra agir pour le bien grâce à Cocon, une criquette qu'il trouve vite agaçante.
Mais de nombreuses événements vont mener Pinocchio loin de son village et tombe nez-à-nez avec des brigands et d'autres inconnus. Pendant ce temps, Geppetto, qui est persuadé que son fils a fugué par la mer, construit un bateau pour partir à sa recherche. De retour au village, Pinocchio se retrouve seul et finit par suivre ses amis Luca, Sofia et Lucignolo au pays des jouets...

## Fiche technique
- Titre : Pinocchio
- Réalisateur : Anna Justice
- Scénario : Alexandra Maxeiner
- Producteur : Michael Smeaton
- Musique : Julian Mass & Christoph M. Kaiser
- Durée : 176 minutes (deux parties de 88 minutes chacune)
- Sortie : 2013
- Sortie DVD en France : 7 juillet 2014

## Distribution
- Aaron Kissiov : Pinocchio
- Ciro de Chiara : Coco (voix)
- Mario Adorf : Gepetto
- Inka Friedrich : Anna
- Nicolais Borger : Sofia
- Benjamin Sadler : Antonio
- Florian Lukas : le Chat
- Ulrich Tukur : Mangiafuoco
- Sandra Hüller : le Renard
- Robert Beyer (de) : Maestro
- Arved Friese : Luca